# Citadelle de Lyon
La citadelle de Lyon, également citadelle royale de Lyon ou encore citadelle Saint-Sébastien est une éphémère fortification de la ville de Lyon. Construite en 1564, elle est détruite en 1585, ses derniers éléments rasés en 1593.

## Localisation
En juin 1564, Charles IX demande la construction d'une citadelle en haut de la côte Saint-Sébastien. Guillaume Paradin parle de la montagne Saint-Sébastien. Aucun plan ni document n'en a été conservé. Quatre-vingt-neuf propriétaires sont expropriés pour en fournir le terrain, qui se trouvait entre les remparts et les actuelles rues de la Tourette, Neyret, et Mottet de Gérando (visible sur la seule représentation connue, conservée aux Archives d'État de Turin). Selon un abénévis de 1614, où Terme de Villars donne droit sur sa propriété aux jardiniers et vignerons Benoît Muret et Antoine Forest, le terrain empiétait sur la balme Saint-Clair.
Le bâtiment lui-même n'aurait pas dépassé à l'ouest la rue Sainte-Clotilde. À l'occasion du terrassement, deux bastions ont dû être détruits, le premier appelé « Le Maréchal », et le second, qui faisait partie de l'enceinte de la Croix-Rousse, « de Nemours ».

## Histoire
La décision de la construction de la citadelle remonte à 1563. La citadelle en elle-même a été « construite en 1564 sur la plateau de la Croix-Rousse, sur l’ordre de Charles IX et démantelée à la demande et au frais de la Ville en 1585 ».
En effet, la construction de cette citadelle est imposée par le roi de France, désireux d'assurer son contrôle sur la ville face à la montée du protestantisme. Heurtée par ce manque de confiance, c'est pourtant l'ensemble de la population qui refuse dès sa construction l'existence de cette forteresse et n'a de cesse de protester auprès du roi pour sa destruction. Terminée en 1565, la citadelle de Saint-Sébastien reçoit une garnison de quatre-cents hommes. Cette garnison jouera un rôle lors des vêpres lyonnaises de 1572.
Une auberge dite du Porcelet, sur l'actuel quai de Bondy, abrita les partisans de la démolition de la citadelle de Lyon, rasée en 1585, connus comme les « pourcelets ligueurs de Lyon » au temps de la Ligue catholique.
Plusieurs capitaines gouverneurs se succèdent à la citadelle : François de Carbonnières de Chambéry (jusqu'au 1er mai 1570), Michel-Antoine de Lur-Saluces (jusqu'au 1er janvier 1585), puis Aimar de Poisieu seigneur du Passage. 
Après cet épisode tragique, la citadelle, officiellement construite pour offrir une protection contre un coup de force protestant, est de plus en plus considérée comme un outil de surveillance des Lyonnais. En 1585, le duc d'Épernon, un favori du roi, rachète la charge de gouverneur de cette place et y installe un de ses favoris : le seigneur du Passage. Ce dernier, en s'installant dans la ville, montre une grande indépendance vis-à-vis du lieutenant général du roi sur le Lyonnais, François de Mandelot. Le consulat et Mandelot s'allient alors, recrutent des troupes et investissent la citadelle le 2 mai 1585, tandis que le seigneur du Passage est arrêté en ville. Puis, une délégation va voir le roi pour lui demander à nouveau la destruction de l'édifice qu'il ne contrôle plus. Henri III accepte contre un dédommagement de 40 000 écus et la démolition se déroule dans la liesse générale.
Le voyer Bertrand Castel et le capitaine Corset supervisent la destruction, à laquelle sont mis à contribution les trente-six penons de Lyon, les paysans, les maçons et les charpentiers. Le magasin à poudre est rasé le 13 juillet 1593.
Les archéologues du service archéologique de la ville de Lyon ont fait le lien en 2008 entre cette citadelle disparue et les arêtes de poisson, réseau souterrain présenté encore à ce jour comme une énigme archéologique, leur construction remontant au début de notre ère.